# Бризола, Леонел
Леонел ди Мора Бризола (порт. Leonel de Moura Brizola; 22 января 1922 — 21 июня 2004) — бразильский политический и государственный деятель левого толка.

## Биография

### Быстрое восхождение в политике

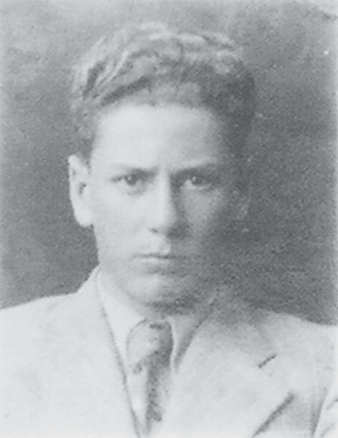
Бризола в конце 1930-х

Родился в бедной семье на юге Бразилии в Пассу-Фунду. Сын малоземельного крестьянина, погибшего в местной гражданской войне, Бризола покинул дом матери в 11-летнем возрасте, перебиваясь подработками вроде разносчика газет или чистильщика обуви. Благодаря помощи методистского проповедника он смог получить образование и диплом инженера.
В политику пришёл посредством популистской традиции Жетулиу Варгаса, в 1945 году присоединившись к молодёжной организации Бразильской рабочей (трабальистской) партии. В 1950 году женился на сестре Жуана Гуларта; экс-президент Варгас был шафером на свадьбе. Благодаря этому браку он стал крупным землевладельцем и региональным лидером БРП. И Бризола, и Гуларт были среди лидеров её левого крыла, выступавшего против господства иностранных монополий, за проведение радикальной аграрной реформы и других социально-экономических преобразований.

### Радикальный губернатор и соратник Гуларта

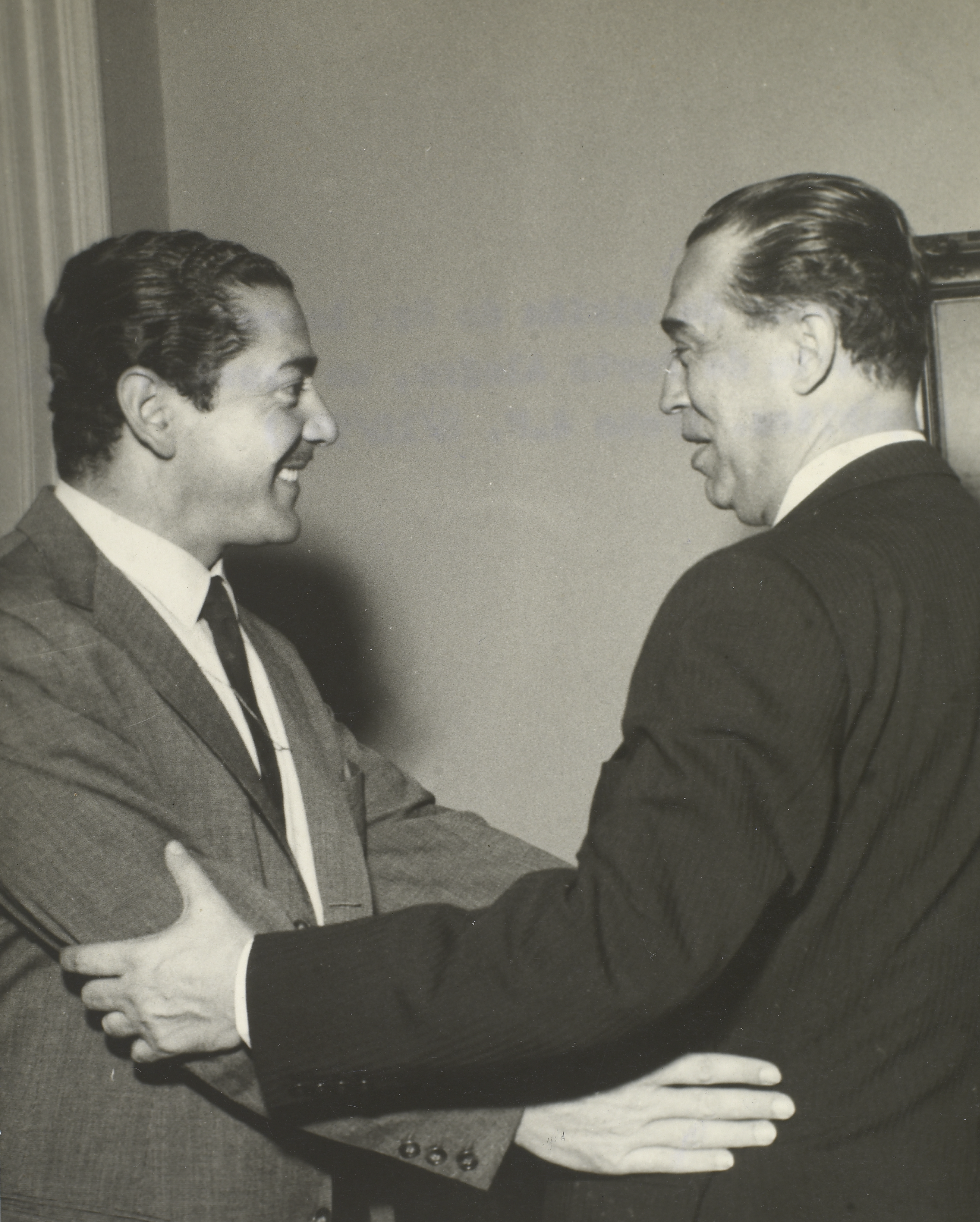
Префект Порту-Алегри Леонел Бризола с президентом Жуселину Кубичеком

Бризола был членом законодательной ассамблеи штата Риу-Гранди-ду-Сул в 1947—1950 и 1950—1954 годах, секретарём общественных работ штата, временным депутатом Национального конгресса Бразилии в 1955 году, префектом города Порту-Алегри в 1955—1958 годах, губернатором штата Риу-Гранди-ду-Сул в 1958—1962 годах и депутатом Конгресса от штата Гуанабара в 1962—1964 годах.
Впервые возглавив штат в 36-летнем возрасте, Бризола слыл одним из самых радикальных губернаторов (наряду с Мигелом Аррайнсом) периода Второй Бразильской республики. Получил широкую известность за свои масштабные социальные программы: например, в кратчайшие сроки, чтобы обеспечить доступ детей бедноты к образованию, была построена сеть школ по всему штату.
Для своего плана индустриализации штата и создания сильного госсектора губернатор Бризола инициировал национализацию собственности ряда американских корпораций, в том числе ITT, в сфере коммунальных услуг. Из-за этого США угрожали распространить на Бразилию поправку Хикенлупера (изначально направленную против Кубы, национализировавшей имущество американских компаний после революции), и федеральное правительство поддалось шантажу, согласившись выплатить крупную компенсацию.

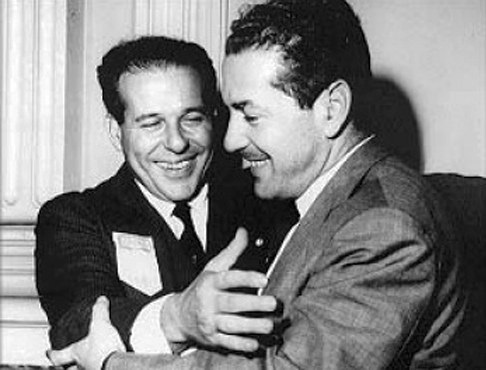
Леонел Бризола и его шурин Жуан Гуларт

Как политический союзник Гуларта Бризола сыграл важную роль в сохранении демократии после попытки реакционного переворота, сместившего президента Жаниу Куадруша. Заручившись поддержкой местного армейского командования, Гуларт организовал радиотрансляции на всю страну, развенчивающие заговорщиков, создал комитеты демократического сопротивления, разоружил полицию и подумывал о вооружении народа.
После 12 дней противостояния переворот потерпел поражение, и вице-президент Жуан Гуларт вступил в должность главы государства сообразно конституции. В конце 1963 года после провала предложений министра планирования Селсу Фуртаду Бризола намеревался сменить консервативного министра финансов, но ему отказали в должности, что лишь ухудшило его отношения с Гулартом и способствовало процессам всеобщей радикализации.

### Изгнание и политическая эмиграция
После военного переворота апреля 1964 года Бризола был единственным бразильским политическим лидером, оказавшим поддержку свергнутому законному президенту Гуларту, предоставив тому убежище в Порту-Алегри, обращаясь к солдатам с призывами арестовать генералов-путчистов и готовясь к массовому вооружённому сопротивлению (оно так и не состоялось, а герилья в Капарао, которую в 1965 году развязали леворадикальные повстанцы, ориентировавшиеся на Бризолу и поддерживаемые кубинцами, была безуспешной).
Бризола был поражён военным режимом в политических правах на 10 лет, занесён в «чёрные списки» и в мае 1964 года отправился в политическую эмиграцию в Уругвай. Однако там отказался присоединяться к Широкому фронту — оппозиционному движению, объединившему бывших президентов Гуларта, Жуселину Кубичека и их недавнего противника Карлоса Ласерду.

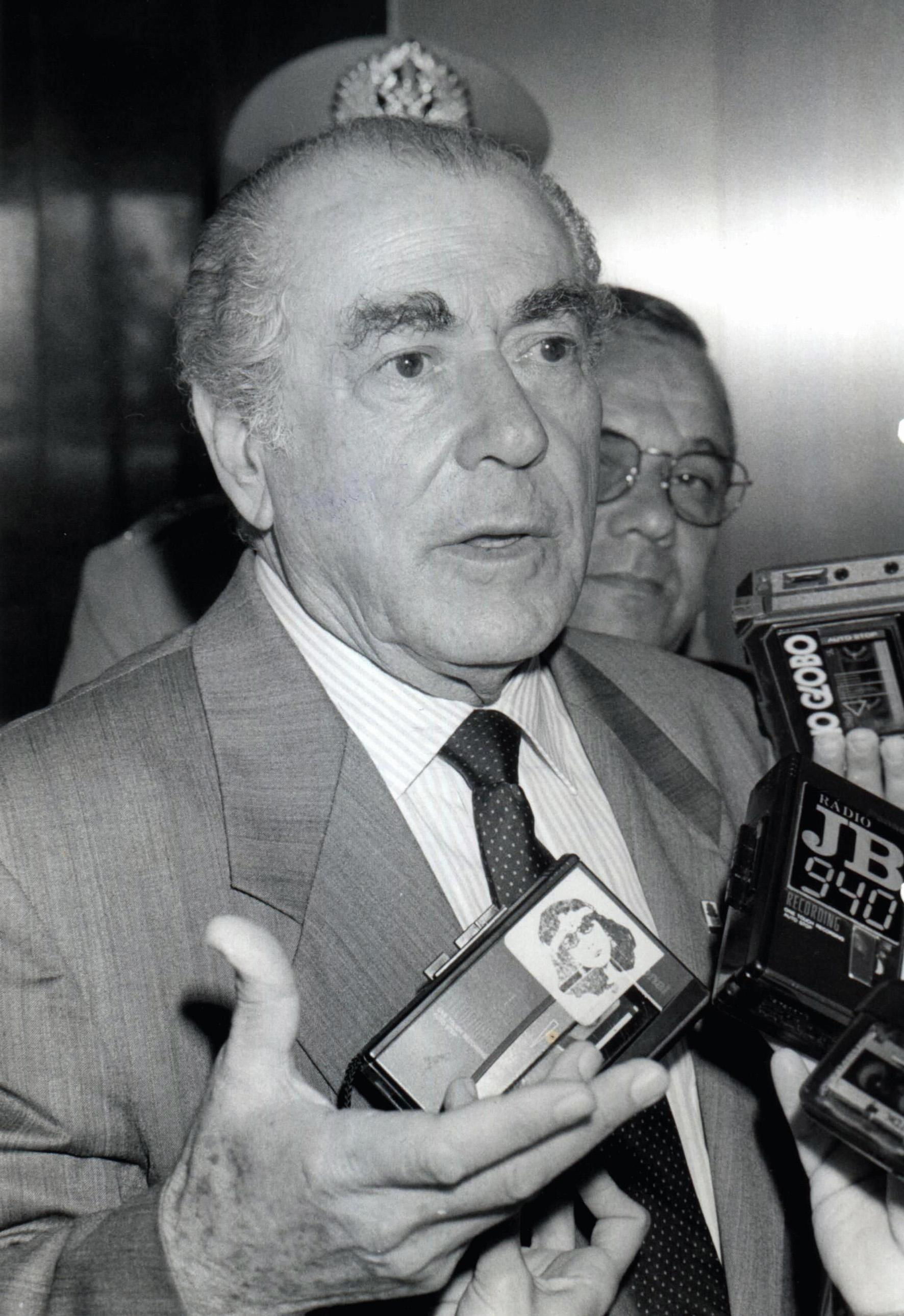
Леонел Бризола в 1984 году

Все трое из них скончались при странных обстоятельствах, и Бризолу самого считали потенциальной мишенью операции «Кондор»: и уругвайская военная диктатура, и бразильский посол (раскрытый Филипом Эйджи как агент ЦРУ) всё более угрожающе относились к политическому изгнаннику. Однако избрание президентом Джимми Картера дало ему шанс перебраться в США, где Эдвард Кеннеди помог получить разрешение на полугодичное пребывание. Затем он отправился в Португалию, и там через Мариу Суареша установил связи с международной социал-демократией и Социалистическим интернационалом.

### Возвращение в Бразилию и политику
Амнистия 1979 года позволила Бризоле вернуться на родину. Он намеревался восстановить свою старую Бразильскую рабочую партию, однако её регистрация осталась за группой правого крыла во главе с племянницей покойного президента Ивечи Варгас. В итоге, Бризоле пришлось основать новую политическую силу — Демократическую рабочую партию.
Один из немногих крупных политических деятелей Бразилии, сумевших воспрянуть после двадцатилетнего запрета диктатуры на политическую деятельность, Бризола был немарксистским социалистом и левым националистом, успешно переработавшим свою политическую программу, чтобы приспособить её к обстановке после «Холодной войны». Его более поздняя партия ДРП практиковала более плюралистическую и инклюзивную форму левой социал-демократической политики, чем популизм ранней БРП, исходивший из авторитарного и крайне националистического варгасизма.

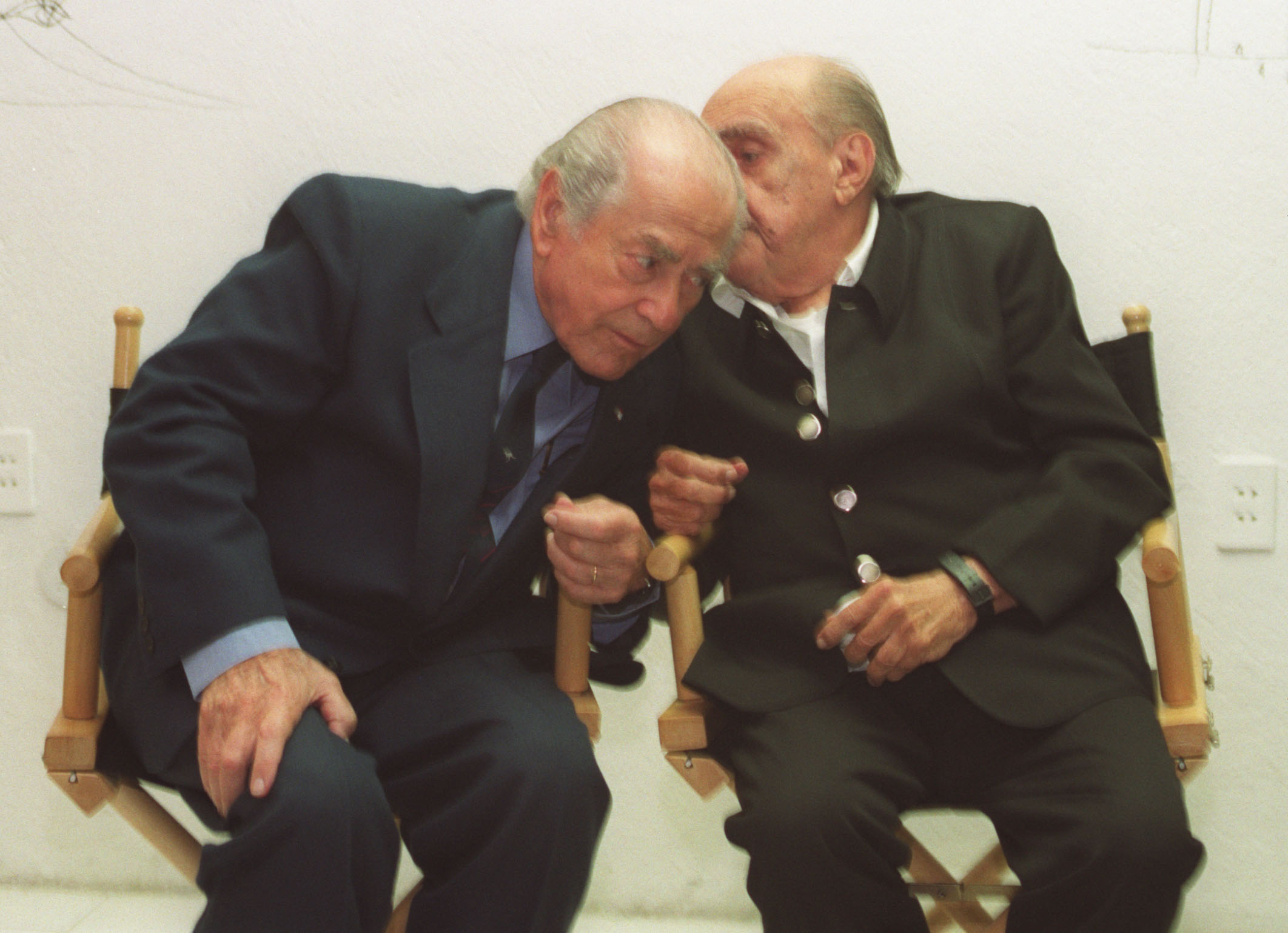
Бризола и архитектор Оскар Нимейер в 2002 году

Бризола также был единственным бразильским политиком, которого избирали губернатором двух бразильских штатов и до, и после военной диктатуры 1964—1985 годов — в 1982 и 1990 годах он побеждал на выборах губернатора Рио-де-Жанейро. Благодаря работе в его правительстве штата таких видных интеллектуалов, как Роберто Мангабейра Унгер и Дарси Рибейру, были достигнуты впечатляющие результаты в образовательной сфере, однако на этот раз окружение Бризолы всё чаще критиковали за разбазаривание средств из бюджетной «кормушки».

### Поздние годы. Кандидат в президенты
Леонел Бризола участвовал в президентских выборах 1989 года, получив 11,166 миллионов голосов, или 16,5 % голосов — лучший в процентном соотношении результат в истории ДРП. Однако всё же он на полмиллиона (или процент) голосов уступил занимавшему сходные идеологические позиции (демократический социализм с упором на рабочий класс), но опиравшемуся на действительно массовое движение, кандидату Партии трудящихся Луле да Силве. Заняв третье место, Бризола не прошёл во второй тур и поддержал Лулу. На следующих выборах в 1994 году Бризола получил лишь 3,2 % и пятое место, что ознаменовало закат его политической карьеры и фактический конец бризолизма (Brizolismo) как движения.

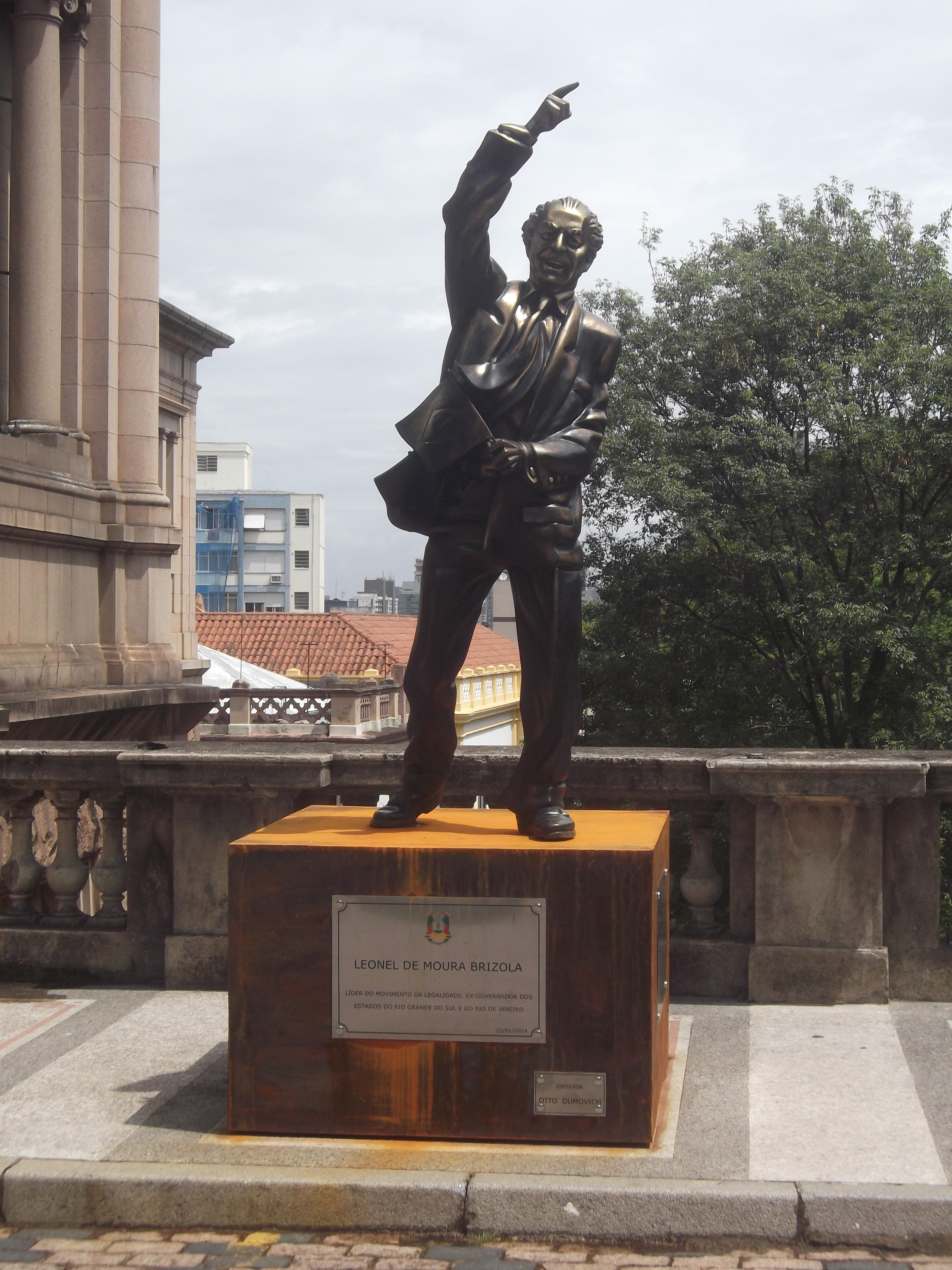
Статуя Леонела Бризолы работы Отто Думовича в Порту-Алегри

На протяжении 1990-х он продолжал выступать с резкой критикой неолиберализма Фернанду Энрики Кардозу. В 1998 году партия не стала выставлять своего кандидата, а высказалась за кандидатуру Лулы в обмен на пост вице-президента для Бризолы, однако они вновь проиграли Кардозу.
На парламентских выборах 2002 года, на которых Лула наконец победил, ДРП не стала поддерживать его кандидатуру, отдав предпочтение кандидату Социалистической народной партии Сиру Гомесу. Хотя Бризола всё же выступил в поддержку Лулы в победном для того втором туре, с избранием нового президента критиковал его политику за отход от левых ценностей и рабочего движения (и даже стал одним из источников сплетен о злоупотреблении президентом алкоголя). Несмотря на ухудшающееся здоровье, Бризола думал о выдвижении на следующих президентских выборах 2006 года.
Бризола также с 1989 года был вице-президентом Социалистического интернационала и занимал пост почётного президента этой организации с октября 2003 года до своей смерти от сердечного приступа в июне 2004 года. В конце 2015 года президент Дилма Русеф, некогда бывшая среди основателей ДРП, подписала парламентский закон о включении имени Бризолы в Книгу героев Отечества и свободы.
Его дочь Наусинья Бризола стала певицей и композитором, а внуки Леонел Бризола Нето, Карлус Даудт Бризола Нето и его сестра-близнец Жулиана Бризола пошли по стопам отца в Демократическую рабочую партию. Из них в ДРП осталась только Жулиана, Леонел перешёл в Партию социализма и свободы, а Карлус — в Партию свободной земли, вошедшую в Коммунистическую партию Бразилии.